# Szarvas
Szarvas es una ciudad en el condado de Békés, en Hungría.

## Nombre
El nombre del lugar Szarvas se originó de la antigua palabra húngara szarvas, que significa venado. Ciervos también se pueden encontrar en el escudo de armas de la ciudad.

## Localización
Szarvas se encuentra en la Gran Llanura Húngara sobre el río Körös, a 170 km (106 millas) al sureste de Budapest. Las autopistas 44 y 443, y la línea ferroviaria Mezőtúr-Orosháza-Mezőhegyes también cruzan la ciudad. El centro geográfico de Hungría estaba cerca de Szarvas antes del Tratado de Trianón; un monumento en forma de molino de viento ahora marca esa ubicación en un parque en la orilla del río Körös a través del Arboretum(46°52′39″N 20°32′21″E / 46.8773889, 20.53925)